# Dromomeryx borealis
Dromomeryx borealis és una espècie extinta de mamífer artiodàctil de la família dels dromomerícids (o, segons altres classificacions, dels paleomerícids) que visqué a Nord-amèrica durant el Miocè, fa entre 9,4 i 16,3 milions d'anys. Se n'han trobat restes fòssils a Califòrnia, Colorado, Montana, Nebraska, Nou Mèxic, Nevada i Oregon (Estats Units). Es tracta de l'única espècie reconeguda del gènere Dromomeryx. A grans trets, era com Subdromomeryx, però en gros. Tenia les banyes rectes. El nom genèric Dromomeryx significa ‘remugant corredor’, mentre que el nom específic borealis significa ‘boreal’.